# Rift Rivals
Rift Rivals é uma série de competições internacionais de League of Legends organizada pela empresa desenvolvedora do jogo, Riot Games. Diferentemente de outros campeonatos, como o Mundial de League of Legends e o Mid-Season Invitational, o Rift Rivals não se trata de disputa entre equipes, mas entre as regiões que representam. Em sua edição inaugural, em 2017, o campeonato teve cinco eventos, opondo duas ou três regiões das 13 que compõe o cenário competitivo de LoL. Cada evento foi associada a uma cor, e seus formatos foram distintos, mas mantiveram a premissa básica: disputa entre regiões, representadas pelas equipes com melhor desempenho nas primeiras etapas dos campeonatos regionais do ano.

## Eventos

### Amarelo: América Latina do Norte, América Latina do Sul e Brasil
O evento latino-americano pôs em disputa as equipes campeãs e vice-campeãs de suas três ligas: Liga Latinoamérica Norte (LLN), Copa Latinoamérica Sur (CLS) e Campeonato Brasileiro (CBLoL). No formato adotado, cada uma das seis equipes jogou partidas únicas contra as quatro equipes de outras regiões. A região com o melhor desempenho nessa fase avança diretamente à final, enquanto as outras duas disputam as semifinais. Em ambos os casos, os confrontos eliminatórios são em formato melhor de 5. Nessas séries, cada equipe teve de jogar dois dos primeiros quatro jogos, decidindo em comum acordo qual disputaria o quinto e último. O local de disputa foi o estúdio da CLS, em Santiago, Chile.
A América Latina do Sul (LAS) classificou-se em primeiro lugar na fase inicial, com cinco vitórias (tantas quanto o Brasil, mas venceu no critério de desempate consistente no confronto direto entre as regiões). O Brasil, por sua vez, venceu a América Latina Norte (LAN) por 3 a 2 nas semifinais e conquistou o título com vitória sobre a LAS, também em cinco jogos.
Equipes participantes:
- LLN: Lyon Gaming (campeã) e Just Toys Havoks (vice-campeã)
- CLS: Isurus Gaming (campeã) e Furious Gaming (vice-campeã)
- CBLoL: RED Canids (campeã) e Keyd Stars (vice-campeã)

#### Primeira fase
| Pos | Região               | V | D |
| --- | -------------------- | - | - |
| 1   | América Latina Sul   | 5 | 3 |
| 2   | Brasil               | 5 | 3 |
| 3   | América Latina Norte | 2 | 6 |

Apesar do favoritismo do Brasil, cujos representantes venceram 20 dos 26 jogos em eventos oficiais contra equipes de outras regiões latinoamericanas, ambas as equipes tiveram apenas uma vitória e uma derrota no primeiro dia da competição, 5 de julho: RED Canids, sem Hugo "Dioud" Padioleau, lesionado, venceu a Just Toys Havoks e perdeu para a Furious Gaming, ao passo que a Keyd Stars, também derrotada pela Furious, venceu a Lyon Gaming, desfalcada de seu atirador WhiteLotus. A Isurus Gaming foi derrotada pela Lyon Gaming, mas venceu a Just Toys Havoks, deixando a LAS com três vitórias e uma derrota, liderando o grupo. A única vitória da LAN foi a da Lyon sobre a Isurus.
No segundo dia (6 de julho), a RED novamente só venceu um confronto: primeiro, foi derrotada pela Isurus, mas venceu a Lyon. A Keyd, por sua vez, recuperou-se e venceu a Just Toys Havoks e a Isurus. Além das duas derrotas de sua campeã, a LAS teve uma vitória e uma derrota da Furious, contra Just Toys Havoks e Lyon, respectivamente. A única vitória da LAN, novamente, foi a da Lyon. Brasil e LAS tiveram as mesmas cinco vitórias e o vencedor da primeira fase teve de ser decidido no critério de desempate: como as equipes da CLS venceram três das quatro partidas contra as do CBLoL, avançaram diretamente à final.

#### Semifinal
No primeiro confronto das semifinais, a Keyd Stars teve bom início de jogo, com seu caçador Gabriel "Revolta" Henud exercendo muita pressão no mapa, mas, após falhas de comunicação e erros da equipe brasileira, a Lyon Gaming obteve vantagem que não mais perdeu. A segunda partida, entre RED Canids e Just Toys Havoks, foi mais rápida e dominada pela RED: o atirador Felipe "brTT" Gonçalves conseguiu um abate cedo, cresceu no jogo e a equipe brasileira aproveitou sua força e, após um triple kill do atirador, a Just Toys Havoks não conseguiu se defender. A partida seguinte trouxe a mesma Just Toys Havoks, dessa vez contra a Keyd. Novamente a vice-campeã da LLN foi derrotada com tranquilidade, sendo esse resultado a virada brasileira na série. No quarto jogo, a Lyon novamente venceu a equipe brasileira: o caçador Sebastián "Oddie" Niño fez partida destacada e a RED Canids, com pouca criação, não conseguiu reagir e permitiu que o a série chegasse ao jogo 5. No "tira-teima", a Lyon Gaming, que vencera suas duas partidas, foi a escolha óbvia para a LLN. A Keyd Stars "chamou a responsabilidade" e se prontificou a jogar a partida decisiva. A Lyon, ao contrário do que ocorrera no primeiro jogo contra a Keyd, obteve considerável vantagem no começo do jogo, com o caçador Oddie conseguindo dois abates em cima de Felipe "Yang" Zhao, topo brasileiro. Em mais uma tentativa de abatê-lo, a Lyon permitiu que a Keyd abatesse um dragão e levasse a primeira torre na rota do topo. Com boas lutas e bom desempenho do meio Murilo "takeshi" Alves, a Keyd conseguiu virar o jogo e classificar o Brasil à final.
| J | CBLoL      | Res   | LLN              |
| - | ---------- | ----- | ---------------- |
| 1 | Keyd Stars | 0 - 1 | Lyon Gaming      |
| 2 | RED Canids | 1 - 1 | Just Toys Havoks |
| 3 | Keyd Stars | 2 - 1 | Just Toys Havoks |
| 4 | RED Canids | 2 - 2 | Lyon Gaming      |
| 5 | Keyd Stars | 3 - 2 | Lyon Gaming      |

#### Final
Nas finais, as partidas foram marcadas pela cautela das equipes. O primeiro confronto, entre as vice-campeãs Furious Gaming e Keyd Stars, foi marcado pela agressividade da equipe da Furious. A Keyd, por sua vez, conseguiu segurar às investidas e, com um jogo coletivo à base de rotações, trouxe a primeira vitória brasileira. No jogo que opôs as campeões regionais, a Isurus Gaming, assim como na primeira fase, venceu a RED Canids, em partida na qual seu jogador da rota do topo, Franco "Pride" Sanzana, ficou forte demais e não pôde ser parado. Na partida seguinte, a RED obteve sua primeira vitória na série, em partida tranquila contra a Furious, desempatando o placar em favor do CBLoL. Assim como nas semifinais, entretanto, as equipes brasileiras foram derrotadas pela campeã adversária: a Isurus começou atrás, mas conseguiu a virada em cima da Keyd Stars.
A partida decisiva foi disputada entre a Isurus, que ganhara seus dois jogos, e a RED Canids. O confronto teve diversos erros de ambos os lados: a RED Canids, no começo do jogo, permitiu que a Isurus conquistasse um Arauto e o utilizasse para levar as três torres da rota superior, sem resposta, o que lhe trouxe grande vantagem no mapa e em ouro. A equipe chilena, no entanto, precipitou-se e não conseguiu finalizar o jogo, fazendo lutas desordenadas. Com isso, a vantagem foi diminuindo e aos 39 minutos a RED Canids venceu uma luta pelo Barão, conseguiu seu bônus e diversos abates, e com isso conseguiu destruir o Nexus inimigo. Apesar do favoritismo brasileiro não ter se confirmado no nível esperado, o CBLoL foi o campeão do torneio.
| J | CLS            | Res   | CBLoL      |
| - | -------------- | ----- | ---------- |
| 1 | Furious Gaming | 0 - 1 | Keyd Stars |
| 2 | Isurus Gaming  | 1 - 1 | RED Canids |
| 3 | Furious Gaming | 1 - 2 | RED Canids |
| 4 | Isurus Gaming  | 2 - 2 | Keyd Stars |
| 5 | Isurus Gaming  | 2 - 3 | RED Canids |

### Azul: América do Norte vs. Europa
O evento azul opôs as duas principais regiões do ocidente: América do Norte e Europa, cujos campeonatos regionais têm o mesmo nome de League of Legends Championship Series. Foi realizado entre 6 e 8 de julho em Berlim, Alemanha, no estúdio da LCS EU. Originalmente, foi anunciado um formato com fase de grupos seguida por uma final nas quais as equipes das regiões se enfrentariam em partidas únicas, com o perdedor sendo eliminado, e a região que eliminasse todas as equipes adversárias seria a vencedora. No entanto, após reação dos fãs, que pediam que essas eliminações se dessem em séries de melhor de três, e não em partidas únicas, a Riot Games decidiu adotar uma solução intermediária: após uma primeira fase, na qual cada equipe enfrentou todas as participantes da região oposta duas vezes, o maior vencedor de cada região enfrentou o outro em uma série melhor de cinco. A campeã norte-americana Team SoloMid classificou-se para a final e venceu a vice-campeã europeia Unicorns a Love por 3 a 0 e venceu o campeonato para a América do Norte.
Equipes participantes:
- América do Norte: Team SoloMid (campeã), Cloud9 (vice-campeã) e Phoenix1 (terceiro lugar)
- Europa: G2 Esports (campeã), Unicorns of Love (vice-campeã) e fnatic (terceiro lugar)

#### Primeira fase
A América do Norte dominou as classificatórias desde o primeiro dia. O Team SoloMid ganhou todas as suas partidas, enquanto a favorita fnatic teve apenas 1 vitória em 3 jogos. No segundo dia, o favoritismo europeu novamente não se confirmou, e a América do Norte teve 12 vitórias em 6 confrontos. Nenhuma equipe norte-americana teve menos vitórias que derrotas, enquanto a lider europeia, Unicorns of Love, encerrou essa fase com 3 vitórias e 3 derrotas, mesmo resultado da última colocada norte-americana, Cloud9.

##### América do Norte
| Pos | Região       | V | D |
| --- | ------------ | - | - |
| 1   | Team SoloMid | 5 | 1 |
| 2   | Phoenix1     | 4 | 2 |
| 3   | Cloud9       | 3 | 3 |

##### Europa
| Pos | Região           | V | D |
| --- | ---------------- | - | - |
| 1   | Unicorns of Love | 3 | 3 |
| 2   | fnatic           | 2 | 4 |
| 3   | G2 Esports       | 1 | 5 |

#### Final
O domínio norte-americano continuou na final. Team SoloMid, que tinha apenas uma derrota na primeira fase, enfrentou justamente a equipe responsável por essa derrota, Unicorns of Love. As primeiras partidas tiveram intenso domínio norte-americano: na primeira, o meio Søren “Bjergsen” Bjerg conquistou vantagem massiva com sua LeBlanc, teve 10 abates e 11 assistências com apenas 1 morte, e não foi parado pelos europeus. Na segunda partida, o caçador Dennis "Svenskeren" Johson criou vantagem para as rotas da sua equipe. Após um deslize e uma luta perdida, Svenskeren não permitiu que a UOL diminuísse sua desvantagem com um roubo de Barão e não demorou para a TSM fechar o jogo. No terceiro embate, pela primeira vez a equipe europeia começou em vantagem. No entanto, a composição norte-americana era focada em crescimento ao longo do jogo e, conforme esse se desenvolveu, suas lutas ficaram mais fortes que as de seu rival e a terceira e última vitória foi alcançada.
| Dаtа       | Lado azul    | Resultado | Lado vermelho    |
| ---------- | ------------ | --------- | ---------------- |
| 8 de julho | Team SoloMid | 3 - 0     | Unicorns of Love |

### Verde: Comunidade dos Estados Independentes vs. Turquia
O confronto entre a Comunidade dos Estados Independentes, cujos times disputam a Liga Continental de League of Legends (LCL) e os do Campeonato Turco de League of Legends (TCL), deu-se no evento de cor verde. O formato da disputa foi muito semelhante ao do evento azul: as equipes de regiões opostas enfrentaram-se, mas em apenas uma partida, com a mais vitoriosa de cada região avançando à final, em melhor de 5, entre as duas. Toda a competição foi realizada no estúdio da LCL, em Moscou. O Fenerbahçe venceu todas as suas partidas, na fase de grupos e na final. O Vega Squadron, com duas vitórias e duas derrotas na primeira fase, foi o representante da LCL na final.
Equipes participantes:
- LCL: Virtus.pro (campeã), Vaevictis Esports (vice-campeã), M19 e Vega Squadron (semi-finalistas)[15]
- TCL: SuperMassive eSports (campeã), Oyunfor.CREW (vice-campeã), 1907 Fenerbahçe Espor e Team AURORA (semi-finalistas)[16]

### Roxo: Oceania, Japão e Sudeste Asiático
O evento roxo teve a participação das três equipes melhores colocadas na Oceanic Pro League (OPL), campeonato regional da Oceania, LoL Japan League (LJL), do Japão, e Garena Premier League (GPL), do Sudeste Asiático. Foi disputado entre 3 a 6 de julho em Ho Chi Minh, Vietnã. No formato desse evento, as equipes não jogaram contra todos os adversários de outras regiões: cada equipe enfrentou apenas outros três adversários, com base na sua classificação na própria liga. A região com mais vitórias, Japão, foi classificada diretamente para a final, enquanto as demais regiões competiram nas semifinais pelo sistema de "morte súbita": uma série de jogos na qual a equipe derrotada era eliminada da série, sendo vencedora a região que eliminar todas as equipes da região rival. Na semifinal, o Sudeste da Ásia conseguiu uma virada sobre a Oceania por 3 a 2. Na final, em melhor de 5 com confrontos predeterminados, o Japão triunfou por 3 a 1.
Equipes participantes:
- OCL: Dire Wolves, Legacy e Sin Gaming
- LJL: DetonatioN Gaming, Rampage e Unsold Stuff Gaming
- GPL: GIGABYTE Marines, Ascencion Gaming e Mineski[1]

### Vermelho: Coreia do Sul, China e LMS
O evento que mais reuniu títulos internacionais foi o vermelho: a China trouxe a EDward Gaming, campeã do Mid-Season Invitational inaugural, enquanto a Coreia do Sul teve entre seus representantes a SK Telecom T1, tricampeã mundial, e a Samsung Galaxy, campeã em 2014. A LMS, que engloba Taiwan, Hong Kong e Macau, foi também representada pelo J Team, que, sob o nome Taipei Assassins, vencera o Mundial de 2013. Todos os semifinalistas de cada região foram convidados para a disputa, realizada entre 6 a 8 de julho em Kaohsiung, Taiwan. Na primeira fase, cada equipe enfrentou em duas partidas únicas as equipes com classificação correspondente à própria em cada campeonato regional. A Coreia do Sul, com 6 vitórias e 2 derrotas contabilizadas, avançou diretamente à final. A segunda vaga para a decisão foi conquistada pela China, que venceu a LMS por 3 a 2 numa série melhor de 5. Na final, a China venceu a favorita Coreia do Sul por 3 a 1 e sagrou-se campeã, surpreendendo analistas.
Equipes participantes:
- LCK: SK Telecom T1, Samsung Galaxy, KT Rolster e MVP

- LMS: Flash Wolves, ahq e-Sports Club, J Team e Machi

- LPL: Team WE, Royal Never Give Up, EDward Gaming e OMG